# Юраний, Лайош
Юраний Лайош (Jurányi Lajos) — венгерский ботаник.
Был свыше тридцати лет профессором в Будапеште, с 1882 года — ординарным академиком Венгерской академии наук.

## Труды
- «Die Befruchtungsorgane der Vaucheria geminata und der Befruchtungsvorgang bei dieser Alge» («Труды венгерского естественноисторического общества», V том за 1865 г.).
- «Ueber den Bau und Entwickelung des Pollens bei Ceratozamia longifolia» («Pringsheim’s Jahrbücher», VIII, 1870).
- «Ueber den Bau und die Entwickelung des Sporangiums von Psilotum triquetrum Sw.» («Botan. Zeitung», 1871).
- «Beitrag zur Kenntniss der Oedogonien» (там же).
- «Ueber die Entwickelung der Sporangien und Sporen der Salvinia natans» (Берлин, 1873) и др.